# Longistylus ygapema
Longistylus ygapema is een spinnensoort in de taxonomische indeling van de bruine klapdeurspinnen (Nemesiidae).
Longistylus ygapema werd in 2005 beschreven door Indicatti & Lucas.